# Lãnh thổ Oklahoma
Lãnh thổ Oklahoma (tiếng Anh: Oklahoma Territory hay Territory of Oklahoma) từng là một lãnh thổ hợp nhất có tổ chức của Hoa Kỳ, tồn tại từ ngày 2 tháng 5 năm 1890 cho đến 16 tháng 11 năm 1907 khi lãnh thổ nhập với Lãnh thổ Bản địa Mỹ dưới một hiến pháp mới và được phép gia nhập liên bang để trở thành tiểu bang Oklahoma.
Đạo luật tổ chức Oklahoma 1890 được thông qua để tổ chức phần nữa phía tây Lãnh thổ Bản địa Mỹ cùng với một dải đất có tên gọi là Vùng đất vô chủ thành Lãnh thổ Oklahoma. Các khu dành riêng cho người bản địa Mỹ trong lãnh thổ mới này được mở sau đó cho người định cư đến sinh sống lập nghiệp trong năm đó và trong các năm 1891 và 1893.
Bãy quận được xác định ngay khi thành lập lãnh thổ. Tuy chúng được đặt số nhưng dần dần có tên là Logan, Cleveland, Oklahoma, Canadian, Kingfisher, Payne và Beaver. Việc phân phát đất đai cho người định cư vào năm 1893 đã dẫn đến việc thành lập thêm các quận Kay, Grant, Woods, Garfield, Noble, và Pawnee. Ban đầu từng là một phần đất của tiểu bang Texas, lãnh thổ có thêm một quận sau vụ giải quyết tranh chấp ranh giới. Quận này ngày nay được tách thành các quận Greer, Jackson, Harmon, và một phần của Beckham.

### Tổ chức
Lịch sử Lãnh thổ Oklahoma bắt đầu bằng Đạo luật Giao tiếp với người bản địa Mỹ" năm 1834 khi Quốc hội Hoa Kỳ dành riêng đất đai cho người bản địa Mỹ. Vào lúc đó, đất đai là lãnh thổ chưa tổ chức bao gồm đất đai của liên bang ở "phía tây sông Mississippi và không nằm bên trong các tiểu bang Missouri và Louisiana, hay Lãnh thổ Arkansas..."  Vào năm 1856, lãnh thổ này bị mất bớt diện tích sắp xỉ với ranh giới ngày nay của tiểu bang Oklahoma, trừ Vùng cán chảo Oklahoma và Cựu Quận Greer. Các đất đai này nhanh chóng được người ta gọi là Lãnh thổ Bản địa Mỹ vì chúng đã được ban cho một số dân tộc người bản địa theo Đạo luật Di dời người Bản địa để đổi lấy các lãnh thổ lịch sử của người bản địa ở phía đông sông Mississippi.
Cho đến thời điểm này, người bản địa Mỹ có đặc quyền sử dụng đất đai tại vùng này. Năm 1866, sau Nội chiến Hoa Kỳ, chính phủ liên bang bắt ép các hiệp định mới với người bản địa Mỹ từng ủng hộ Liên minh miền Nam Hoa Kỳ, và buộc họ nhượng đất và những nhượng bộ khác. Theo như các hiệp định tái thiết được ký, năm bộ lạc văn minh bắt buộc phải giải phóng nô lệ của họ và cho người nô lệ quyền công dân trong các bộ lạc nếu người nô lệ muốn ở lại với các bộ lạc. Điều này bắt buộc nhiều bộ lạc trong Lãnh thổ Bản địa Mỹ phải nhân nhượng. Các viên chức Hoa Kỳ bắt họ nhượng lại khoảng 2.000.000 mẫu Anh (8.100 km2) đất đai nằm giữa Lãnh thổ Bản địa Mỹ. Elias C. Boudinot, một người vận động hành lang, viết một bài báo đăng trên tờ Chicago Times ngày 17 tháng 2 năm 1879 đã phổ thông hóa thuật ngữ "Unassigned Lands" (tạm dịch: các vùng đất chưa phân phát) để ám chỉ mảnh đất này. Chẳng bao lâu, truyền thông đại chúng bắt đầu gọi những người nóng lòng muốn định cư tại vùng này là "Boomers". Để ngăn ngừa người Mỹ gốc châu Âu định cư vùng đất này, tháng 4 năm 1879, tổng thống Rutherford B. Hayes, ra tuyên cáo cấm không cho vào Lãnh thổ Bản địa Mỹ một cách bất hợp pháp.

### David Payne và nhóm Boomer
Mặc dù liên bang ngăn chặn nhưng nhu cầu về đất đai của người định cư không chấm dứt. Đại úy David L. Payne là một trong số những người ủng hộ chính cho việc mở rộng vùng đất Oklahoma cho người định cư da trắng. Payne đến Kansas nơi ông thành lập "Hội Thuộc địa Boomer". Tổ chức của Payne gồm 10.000 thành viên hy vọng thiết lập một thuộc địa cho người da trắng tại các vùng đất mà người bản địa Creek (Muskogee) và người bản địa Seminole nhượng lại cho Hoa Kỳ sau Nội chiến Hoa Kỳ. Các vùng đất này, được gọi là "Unassigned Lands" (các vùng đất chưa được cấp phát), trước đó cũng không có người bản địa Mỹ nào định cư. Việc thành lập nhóm Boomer của Payne đã khiến tổng thống Hayes đưa ra tuyên cáo vào ngày 12 tháng 2 năm 1880 ra lệnh cho Payne không được bước chân vào Lãnh thổ Bản địa Mỹ. Để phản ứng, Payne và nhóm ông đi đến Trại Alice nằm trong "Unassigned Lands" (các vùng đất chưa được cấp phát) ở phía đông Oklahoma City. Tại đó, họ lập kế hoạch cho một thành phố và đặt tên là "Ewing". Trung đoàn Kỵ binh số 4 bắt họ, đưa họ đến Ft. Reno và hộ tống họ trở lại Kansas. Payne giận dữ vì công luật cấm giới quân sự can thiệp vào các vấn đề dân sự. Payne và nhóm ông được thả nhưng bị từ chối khiếu nại lên tòa án.
Vì nóng lòng muốn đưa vấn đề của ông trước tòa, Payne và một nhóm đông hơn quay trở lại Ewing vào tháng 7. Lục quân lại bắt toàn bộ và hộ tống họ trở về Kansas. Họ lại được thả nhưng lần này chính phủ liên bang truy tố Payne vi phạm "Đạo luật giao dịch với người bản địa". Ông bị xử tại Ft. Smith, Arkansas. Quan toàn Isaac Parker phán quyết bất lợi cho Payne và phạt ông tối đa là 1.000 đô la. Vì Payne không có tiền cũng không có tài sản nên tiền phạt không thu được. Phán quyết đó không giải quyết được câu hỏi về đất đai thuộc phạm vi công cộng, và Payne tiếp tục hoạt động của mình.
Payne thực hiện lần thứ ba vào khu vực "Unassigned Lands". Tháng 12, Payne và nhóm ông di chuyển dọc theo ranh giới phía bắc của Lãnh thổ Bản địa Mỹ. Họ bị một đơn vị kỵ binh của đại tá J.J. Copinger theo dõi. Đại tá Copinger cảnh cáo Payne rằng nếu ông vượt ranh giới thì họ bắt buộc phải cùng vũ lực ngăn chặn. Khi số thành viên nhóm Boomers gia nhập Payne đông hơn, họ phái một người sứ giả đi gặp tổng thống Hayes xin phép vào Lãnh thổ Bản địa Mỹ. Sau mấy tuần không được trả lời, Payne dẫn các thành viên trong nhóm tiến vào khu vực "Unassigned Lands". Lại thêm một lần nữa, họ bị bắt và bị giải về Đồn Smith. Ông bị xét có tội và bị kêu án phạt là $1.000 đô la. Sau khi được thả, ông quay về Kansas nơi ông dành ra bốn năm để tìm cách mở vùng đất Oklahoma.
Trong cuộc phiêu lưu cuối cùng của Payne, lần này là vào Cherokee Outlet năm 1884, Lục quân lại bắt được ông. Họ dẫn ông đi vài trăm dặm Anh dưới điều kiện khắc nghiệt cho thân xác trên một con đường quanh co đến Đồn Smith. Công chúng rất tức giận về hành động của giới quân sự đối xử với ông. Chính phủ Hoa Kỳ quyết định xử ông. Payne bị đưa ra xét xử bởi một Tòa án Khu vực của Hoa Kỳ tại Topeka, Kansas. Ông bị kết tội đem rượu whiskey vào Lãnh thổ Bản địa Mỹ, đây là một tội hình liên bang. Cuối cùng, quan tòa Cassius G. Foster hủy bỏ các lời buộc tội và phán quyết rằng định cư trong khu vực "Unassigned Lands" thì không phải là một tội hình. Nhóm Boomer chúc mừng nhau nhưng chính phủ liên bang từ chối chấp nhận phán quyết này.
Payne ngay lập tức lập kế hoạch cho một cuộc hành trình khác, nhưng không ông trực tiếp lãnh đạo. Ngày 28 tháng 11 năm 1884, tại Wellington, Kansas, một buổi sáng sau một buổi thuyết trình đến khuya, ông ngã qụy và qua đời.

### William Couch và việc mở lãnh thổ

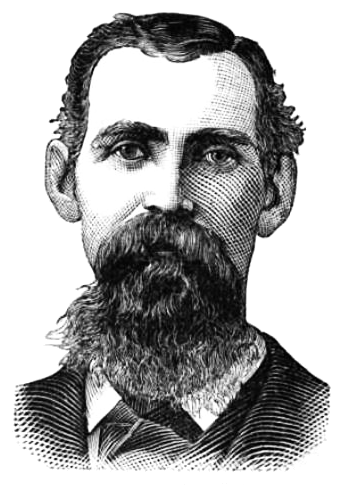
Đại úy W.L. Couch—1888

Sau khi Payne qua đời, đồng sự của ông là William L. Couch nhận vai trò lãnh đạo. Couch đưa nhóm Boomer vào Lãnh thổ Bản địa Mỹ và thành lập Trại Stillwater vào ngày 12 tháng 12 năm 1884. Tổng thống Chester Arthur phái một nhóm binh sĩ nhỏ hộ tống Couch ra khỏi lãnh thổ này. Khi binh sĩ đến nơi, 200 người có vũ trang đối mặt các binh sĩ. Họ từ chối để các binh sĩ đuổi họ. Sau khi có thêm 600 binh sĩ tăng cường đến nơi thì các sĩ quan đưa ra sự chọn lựa cho nhóm Boomer là rời khỏi nơi này trong vòng 48 tiếng đồng hồ hay bị tóm cổ. Sau khi nhóm Boomer không chịu rời khỏi thì các vị chỉ huy đưa binh sĩ qua ranh giới Kansas và cắt đứt đường tiếp vận của Couch. Chẳng bao lâu nhóm người của Couch cạn lương thực, và họ được hộ tống trở về Kansas.
Để giải quyết những lời tố cáo của Couch là chính phủ liên bang kỳ thị chống lại nhóm của ông, ngày 3 tháng 3 năm 1885, Quốc hội chấp thuận Đạo luật Phân phối Đất đai Bản địa. Đạo luật này cho phép thương thuyết với người bản địa Creek, Seminole, và Cherokee để họ nhượng lại những phần đất bỏ hoang mà họ đang làm chủ. Couch chấm dứt hành động trong vai trò một người thực dân và trở thành một người vận động hành lang.
Couch dành ra bốn năm tại Washington, D.C. để cố thuyết phục Quốc hội Hoa Kỳ mở cửa các vùng đất của Oklahoma. Nhiều người bản địa của Năm bộ lạc văn minh vận động hành lang chống lại những hành động của Couch. Tháng 1 năm 1889, Pleasant Porter cầm đầu một nhóm người bản địa Muscogee (Creek) muốn bán các khu đất hoang của họ. Trong mấy tuần, họ bán hết các vùng đất "Unassigned Lands" (các vùng đất chưa phân phát) cho Hoa Kỳ. Các khu đất này có tổng diện tích ít hơn 3.000.000 mẫu Anh (12.000 km2) nằm trong khu trung tâm của Lãnh thổ Bản địa Mỹ.
Ngày 2 tháng 3 năm 1889, Quốc hội thông qua một tu chính án trong Đạo luật Phân phối Đất đai Bản địa của năm 1871. Tu chính án này cho phép thành lập các khu định cư trong vùng đất " Unassigned Lands", được biết với tên gọi Lãnh thổ Oklahoma. Tổng thống Grover Cleveland thông báo rằng đất đai Oklahoma sẽ được bao phát vào ngày 22 tháng 4 theo hình thức người nào đến trước thì được trước. Buổi cấp phát đất được tổ chức vào lúc giữa trưa và được mở cho mọi cá nhân có tuổi nhỏ nhất là 21.

### Ban phát đất và những "người đến sớm"
Việc ban phát đất theo kiểu ai đến trước được cấp phát trước của năm 1889 là vụ ban phát đầu tiên kiểu này trong lịch sử lãnh thổ. Việc ban phát này đã mở cửa Lãnh thổ Oklahoma cho các khu định cư vào ngày 22 tháng 4 năm 1889. Trên 50.000 người đến vùng đất này vào ngày đầu tiên, trong số họ có hàng ngàn "người tự do" (cựu nô lệ da đen) và con cháu người nô lệ. Couch và nhóm Boomer, lúc này lên đến khoảng 14.000 người, cũng vào cuộc đua nhận cấp phát đất. Những ai vào Oklahoma trước khi chính thức khởi sự việc ban phát đất được gọi là "Sooner" (người đến sớm). Thuật từ này ám chỉ đến câu "sớm hơn" trong Đạo luật Phân phối Đất đai Bản địa mà theo đó có nói rằng bất cứ hai vi phạm ngày khởi sự chính thức sẽ bị từ chối quyền được ban phát đất.
Khi cuộc ban phát chính thức bắt đầu vào giữa trưa, hàng ngàn người trên lưng ngựa, xe ngựa kéo, xe đẩy, các phương tiện khác ùn ùn vượt vào Oklahoma. Có một vụ ẩu đả giữa những người tuân theo pháp luật và nhóm "người đến sớm". Một người tiên phong hợp pháp (đến nhận cấp phát đất đúng giờ quy định) bắn và làm bị thương William Couch, một "người đến sớm". Ông chết ngày 21 tháng 4 năm 1890 vì các vết thương.
Nhiều vụ thưa kiện xảy ra sau đó vì có hơn một người được ban phát cùng một mãnh đất. Các vụ kiện này thường là để quyết định xem ai là người nhận đất hợp pháp. Một số vụ kiện còn đi xa hơn lên đến Tối cao Pháp viện Hoa Kỳ.
Khi cuộc đua ban phát đất chấm dứt nhiều người tiên phong thất vọng bị bắt buộc phải rời khỏi khu vực mà không có tí đất nào. Trong số 14.000 người nhóm Boomer, chỉ có 1.000 người nhận được đất. Các thành phố lều mọc lên qua đếm tại Oklahoma City, Kingfisher, El Reno, Norman, Guthrie, và Stillwater. Đây là các khu định cư lớn đầu tiên tại Oklahoma.

### Thời kỳ đầu của lãnh thổ
Cuối ngày 22 tháng 4 năm 1889, có hơn đủ số người định cư tại vùng đất "Unassigned Lands" (Vùng đất chưa phân phát) để thành lập một chính phủ lãnh thổ. Tuy nhiên, pháp chế cho phép mở cửa vùng đất này không có nhắc đến thể chế chính quyền tại Oklahoma. Không cảnh sát hay toà án địa phương nào được thành lập. Lực lượng quân sự liên bang nhận trách nhiệm thi hành luật pháp và Tòa án Hoa Kỳ đặc tránh Khu Tây Arkansas dưới quyền của thẩm phán liên bang Isaac Parker là hình thức thẩm quyền đặc trách dân sự và tội phạm duy nhất. Tuy vậy, khu vực này luôn hoà bình. Đa số các vụ tranh chấp đất đại được giải quyết mà không có đổ máu tuy phải mất nhiều năm để giải quyết. Khoảng trên một năm, người dân Lãnh thổ Oklahoma là những người bán-tự trị.
Năm sau đó, vào ngày 2 tháng 5 năm 1890, Quốc hội thông qua Đạo luật Tổ chức Oklahoma theo đó phân nửa phía tây của Lãnh thổ Bản địa Mỹ được tổ chức thành Lãnh thổ Oklahoma. Phân nữa phía đông vẫn là Lãnh thổ Bản địa Mỹ, nằm dưới quyền kiểm soát của người bản địa, đa số là người thuộc Năm bộ lạc văn minh. Quốc hội Hoa Kỳ ấn định Lãnh thổ Oklahoma còn có thêm một dải đất có tên là Vùng đất vô chủ, bao trùm một diện tích 3.681.000 mẫu Anh (14.900 km2) mà sau này trở thành Quận Beaver. Tháng 9 năm 1890, 1.282.434 mẫu Anh (5.189,83 km2) đất đai thuộc các khu dành riêng cho người bản địa Mỹ là "Sac và Fox", Iowa, và Pottawatomie nằm trong phần phía đông của Lãnh thổ Oklahoma được mở cho các khu định cư. Mùa xuân năm sau, 4.397.771 mẫu Anh (17.797,15 km2) đất đai của người Cheyenne và Arapaho nằm ở trung tâm lãnh thổ được mở cho các khu định cư. Ngày 16 tháng 9 năm 1893, Khu vực có tên Cherokee Outlet được mở cho định cư. Các quận Kay, Grant, Woods, Woodward, Garfield, Noble, và Pawnee được thành lập từ diện tích 6.014.239 mẫu Anh (24.338,76 km2) đất đai của Cherokee Outlet. Năm 1895 Khu dành riêng bản địa Kickapoo rộng 206.662 mẫu Anh (836,33 km2) được mở cho định cư. Năm sau, Quận Greer, từng được xem là một phần đất của Texas, được giao cho Lãnh thổ Oklahoma theo một phán quyết của Tối cao Pháp viện Hoa Kỳ. Các phát triển này cùng với các khu dành riêng bản địa của người Kiowa, Comanche, Apache và Wichita  được mở cho định cư, đã mang lại cho Lãnh thổ Oklahoma một khu vực định cư có tổng diện tích khoảng 24.000.000 mẫu Anh (97.000 km2) trong số đó có 1.725.646 mẫu Anh (6.983,44 km2) vẫn còn nằm bên trong các khu dành riêng cho người bản địa Mỹ.

### Đường đến địa vị tiểu bang
Với việc thông qua đạo luật tổ chức năm 1890, Lãnh thổ Oklahoma tồn tại từ năm 1890 đến năm 1907. Suốt thời gian đó, có 7 thống đốc (và 2 quyền thống đốc) điều hành lãnh thổ. Một số thống đốc phục vụ chỉ có vài tháng. Các cơ sở giáo dục đại học được thành lập vào thời kỳ này là Đại học Oklahoma, Đại học Trung Oklahoma và Đại học Tiểu bang Oklahoma. Mục tiêu thật sự của lãnh thổ là phục vụ trong vai trò một chính quyền chuyển tiếp từ lãnh thổ chưa tổ chức sang tiểu bang.
Các đại diện của Năm bộ lạc văn minh họp năm 1902 để bàn về việc đưa Lãnh thổ Bản địa Mỹ lên địa vị tiểu bang. Họ tổ chức một hội nghị tại Eufaula. Các đại diện lại họp với nhau vào năm 1903 đẻ tổ chức một hội nghị hiến pháp.
Hội nghị Hiến pháp Sequoyah được tố chức tại Muskogee vào ngày 21 tháng 8 năm 1905. Pleasant Porter, đại tù trưởng của Xứ Creek, được bầu là chủ tịch hội nghị. Các đại biểu được bầu trong hội nghị quyết định rằng các viên chức hành chính của năm bộ lạc văn minh sẽ được bổ nhiệm thành các phó chủ tịch: William C. Rogers, đại tù trưởng của người Cherokee; William H. Murray của người Chickasaw; Green McCurtain của người Choctaw; John Brown của người Seminole; và Charles N. Haskell của người Creek.
Hội nghị thảo ra một bản hiến pháp, phát họa một kế hoạch tổ chức chính quyền, vẽ bản đồ biểu thị các quận được thành lập, và bầu các đại biểu với nhiệm vụ trình thỉnh cầu lên Quốc hội Hoa Kỳ xin cho Lãnh thổ Bản địa Mỹ trở thành một tiểu bang. Các đề nghị của hội nghị được trình công chúng bằng một cuộc trưng cầu dân ý tại Lãnh thổ Bản địa Mỹ. Cuộc trưng cầu dân ý được đa số ủng hộ.
Đoàn đại biểu được tiếp nhận lạnh nhạt tại Washington. Các chính trị gia miền Đông Hoa Kỳ gây áp lực với tổng thống Theodore Roosevelt vì họ lo sợ có thêm hai tiểu bang miền Tây nữa. Tổng thống Roosevelt phán quyết rằng Lãnh thổ Bản địa Mỹ và Lãnh thổ Oklahoma sẽ được phép gia nhập liên bang với điều kiện là cả hai phải trở thành một tiểu bang kết hợp duy nhất.
Tuy nhiên công trình của Hội nghị Hiến pháp Tiểu bang Sequoyah không hoàn toàn thất bại. Khi các đại biểu của Lãnh thổ Bản địa Mỹ tham dự Hội nghị Hiến pháp Tiểu bang Oklahoma tại Guthrie vào năm sau thì họ mang theo họ kinh nghiệm làm hiến pháp của mình. Hội nghị Sequoyah phục vụ một phần vai trò lớn về cơ bản cho hiến pháp của tiểu bang Oklahoma. Tiểu bang Oklahoma trở thành hiện thực khi hai lãnh thổ kết hợp với nhau vào năm 1907.
Thống đốc lãnh thổ Frank Frantz giám sát việc chuyển tiếp từ lãnh thổ sang tiểu bang. Ông được chọn là ứng cử viên của đảng Cộng hòa để phục vụ trong vai trò thống đốc đầu tiên của tiểu bang. Ông đối mặt với đảng viên Dân chủ Charles N. Haskell trong cuộc bầu cử ngày 17 tháng 9 năm 1907. Trong cùng cuộc bầu cử đó, Hiến pháp Oklahoma cũng được đưa ra trưng cầu dân ý. Hiến pháp được thông qua và Haskell được bầu là thống đốc. Khi nhân dân Oklahoma thông qua Hiến pháp Hoa Kỳ vào ngày 16 tháng 11 năm 1907, Lãnh thổ Oklahoma và Lãnh thổ Bản địa Mỹ chính thức giải thể và tiểu bang Oklahoma được thu nhập vào liên bang để trở thành tiểu bang thứ 46 của Hoa Kỳ.

## Danh sách thống đốc
| # | Tên                      | Nhậm chức | Rời chức | Đảng     | Bổ nhiệm bởi            | Hình |
| - | ------------------------ | --------- | -------- | -------- | ----------------------- | ---- |
| 1 | George Washington Steele | 1890      | 1891     | Cộng hòa | Benjamin Harrison       |      |
| – | Robert Martin            | 1891      | 1892     | Cộng hòa | không (quyền thống đốc) |      |
| 2 | Abraham Jefferson Seay   | 1892      | 1893     | Cộng hòa | Benjamin Harrison       |      |
| 3 | William Cary Renfrow     | 1893      | 1897     | Dân chủ  | Grover Cleveland        |      |
| 4 | Cassius McDonald Barnes  | 1897      | 1901     | Cộng hòa | William McKinley        |      |
| 5 | William Miller Jenkins   | 1901      | 1901     | Cộng hòa | William McKinley        |      |
| – | William C. Grimes        | 1901      | 1901     | Cộng hòa | không (quyền thống đốc) |      |
| 6 | Thompson Benton Ferguson | 1901      | 1906     | Cộng hòa | Theodore Roosevelt      |      |
| 7 | Frank Frantz             | 1906      | 1907     | Cộng hòa | Theodore Roosevelt      |      |

## Đại biểu liên bang
Lãnh thổ được phép bầu một đại biểu (đừng nhầm lẫn với dân biểu là người được bầu tại các tiểu bang) vào Hạ viện Hoa Kỳ để phục vụ một nhiệm kỳ hai năm. Trong khi đại biểu này không thể biểu quyết tại toàn hạ viện, đại biểu này được phép biểu quyết trong một ủy ban của hạ viện mà người này là thành viên. Đại biểu lãnh thổ đầu tiên là David A. Harvey.
Bốn người đại diện cho Lãnh thổ trong vai trò đại biểu trong Hạ viện Hoa Kỳ:
| Quốc hội thứ | Đại biểu               | Đảng        | Năm phục vụ                              | Ghi chú |
| ------------ | ---------------------- | ----------- | ---------------------------------------- | ------- |
| 51           | David Archibald Harvey | Cộng hòa    | 4 tháng 11 năm 1890 - 4 tháng 3 năm 1893 |         |
| 52           | David Archibald Harvey | Cộng hòa    | 4 tháng 11 năm 1890 - 4 tháng 3 năm 1893 |         |
| 53           | Dennis Thomas Flynn    | Cộng hòa    | 4 tháng 3 năm 1893 - 4 tháng 3 năm 1897  |         |
| 54           | Dennis Thomas Flynn    | Cộng hòa    | 4 tháng 3 năm 1893 - 4 tháng 3 năm 1897  |         |
| 55           | James Yancy Callahan   | Free Silver | 4 tháng 3 năm 1897 - 4 tháng 3 năm 1899  |         |
| 56           | Dennis Thomas Flynn    | Cộng hòa    | 4 tháng 3 năm 1899 - 4 tháng 3 năm 1903  |         |
| 57           | Dennis Thomas Flynn    | Cộng hòa    | 4 tháng 3 năm 1899 - 4 tháng 3 năm 1903  |         |
| 58           | Bird Segle McGuire     | Cộng hòa    | 4 tháng 3 năm 1903 - 4 tháng 3 năm 1907  |         |
| 59           | Bird Segle McGuire     | Cộng hòa    | 4 tháng 3 năm 1903 - 4 tháng 3 năm 1907  |         |